# (3988) Huma
(3988) Huma es un asteroide que forma parte de los asteroides Amor y fue descubierto por Eleanor Francis Helin desde el observatorio del Monte Palomar, Estados Unidos, el 4 de junio de 1986.

## Designación y nombre
Huma se designó inicialmente como 1986 LA.
Más adelante, en 2014, fue nombrado por Huma, un animal legendario de la mitología persa.

## Características orbitales
Huma orbita a una distancia media del Sol de 1,544 ua, pudiendo acercarse hasta 1,055 ua y alejarse hasta 2,034 ua. Tiene una inclinación orbital de 10,77 grados y una excentricidad de 0,3168. Emplea en completar una órbita alrededor del Sol 701 días.
Huma es un asteroide cercano a la Tierra.

## Características físicas
La magnitud absoluta de Huma es 17,8. Tiene un periodo de rotación de 10,4 horas y 0,7 km de diámetro.